# 1821 Аконкагуа
1821 Аконкаґуа (1950 MB, 1950 NL, 1954 RQ, 1969 UN, 1972 NX, 1821 Aconcagua) — астероїд головного поясу, відкритий 24 червня 1950 року.
Тіссеранів параметр щодо Юпітера — 3,512.